# Воронков, Алексей Васильевич
Алексей Васильевич Воронков (1812—1866) — генерал-майор, герой Крымской войны.

## Биография
Родился в 1812 году. Образование получил в офицерских классах при Артиллерийском училище. В военную службу вступил 27 декабря 1829 года прапорщиком в артиллерию.
Служил на Кавказе, принимал участие в походах против горцев. В 1851 году произведён в полковники 16-й артиллерийской бригады.
С началом Восточной войны Воронков был назначен командовать № 4 батареей 18-й артиллерийской бригады. 28 декабря 1854 года он за отличие в сражении с турками при селении Кюрук-Дара 24 июля 1854 года был награждён орденом св. Георгия 4-й степени (№ 9558 по кавалерскому списку Григоровича — Степанова)
Находясь с батареей при Кавказской резервной гренадерской бригаде, штаб-офицер этот под сильным неприятельским огнём, меткой стрельбой, видимо нанося вред туркам, заставил прекратить огонь батареи покровительствовавшей их наступлению, а на расстоянии 70 саж., частой картечной стрельбой 1-го дивизиона отразил наступавшие на батарею турецкие колонны. Заметив, что два неприятельские батальона подходят к левому флангу нашего центра, он встретил их картечью второго дивизиона и обратил в бегство, чем решительно способствовал не только к отражению атаки, но и к дальнейшему наступлению наших войск. Довершая потом поражение турок метким огнём, он привёл их при преследовании в совершенное расстройство.
По окончании военных действий Воронков продолжал служить в Кавказских войсках и в 1857 году за беспорочную выслугу 25 лет в офицерских чинах был награждён орденом св. Владимира 4-й степени с бантом, а в следующем году получил орден св. Анны 2-й степени.
В 1862 году Воронков был удостоен ордена св. Станислава 2-й степени с императорской короной. 17 апреля 1863 года получил чин генерал-майора и в том же году был назначен командующим 32-й артиллерийской бригады. В 1865 году награждён орденом св. Владимира 3-й степени.
Скончался 25 июля 1866 года.